# Dolly Pentreath
Dolly Pentreath est une marchande de poissons de Cornouailles née en 1692 et morte en 1777. De son vivant, elle est devenue célèbre en tant que dernière locutrice du cornique, la langue celtique parlée dans la région. Bien que d'autres locuteurs de cette langue soient morts après elle, Pentraeth a acquis après sa mort un statut particulièrement important parmi les militants linguistiques de Cornouailles.

## Biographie
Dorothy Pentreath est née dans le village de Mousehole, dans la paroisse de Paul, à l'extrémité occidentale du comté de Cornouailles. Elle reçoit le baptême le 16 mai 1692. Son père, Nicholas Pentreath, est pêcheur. Jamais mariée, elle vit dans la pauvreté à Mousehole, où elle travaille comme poissonnière et, à l'occasion, diseuse de bonne aventure. Elle donne naissance à un fils illégitime, John, en 1729.
En 1768, l'antiquaire Daines Barrington apprend l'existence de Dolly Pentreath au cours de ses recherches sur les derniers locuteurs de la langue cornique. Il se rend à Mousehole pour la rencontrer et rapporte sa découverte dans deux articles publiés dans Archaeologia, la revue de la Société des antiquaires de Londres, en 1776 et 1779.
Dolly Pentreath semble avoir profité d'une certaine renommée dans les dernières années de sa vie pour ses compétences linguistiques. Le peintre John Opie réalise son portrait en 1777, tout comme le graveur Robert Scaddan en 1781. Après sa mort, à l'âge d'environ 85 ans, elle est enterrée le 27 décembre 1777 dans le cimetière de Paul. Son fils John meurt l'année suivante.

## Postérité

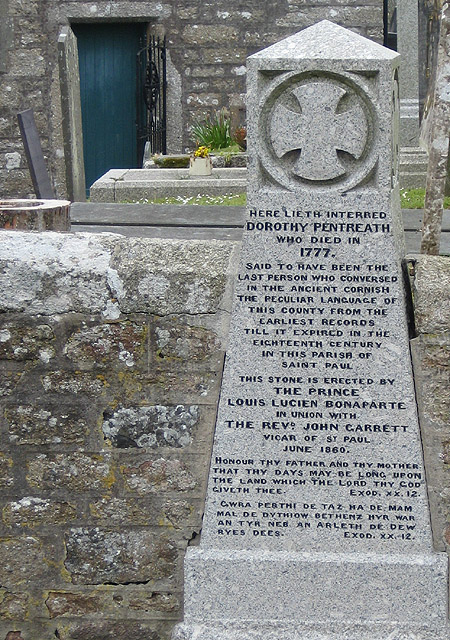
Le monument à Dolly Pentreath dans le cimetière de Paul.

Quelque temps après la mort de Dolly Pentreath, un certain Thompson, ingénieur à Truro, rédige son épitaphe en cornique, indiquant à tort qu'elle était âgée de 102 ans à sa mort :
Coth Doll Pentreath cans ha deau

Marrow ha kledyz ed Paul pleû,

Na ed en Egloz, gan pobel braz

Bes ed Egloz-hay, coth Doly es
(« La vieille Dolly Pentreath, âgée de cent-deux ans, est morte et enterrée dans la paroisse de Paul. Ce n'est pas dans l'église avec les gens de qualité, mais dans le cimetière que repose la vieille Dolly. »)
En juin 1860, un monument en mémoire de Dolly Pentreath est érigé dans le cimetière de Paul par le prince Louis Lucien Bonaparte et le vicaire John Garrett. Quelques années plus tard, en 1877, le centenaire de sa mort est marqué par des célébrations autour de sa tombe, dont des lectures de textes en cornique. Cet événement marque les prémices du renouveau de la langue cornique.
Per-Jakez Helias lui a consacré un poème en breton.

## Dernière locutrice?
Bien que Dolly Pentreath soit passée à la postérité comme dernière locutrice du cornique, plusieurs locuteurs lui ayant survécu sont attestés. C'est notamment le cas de William Bodinar (1711-1789), un ami de Pentreath qui conversait fréquemment en cornique avec elle. D'autres locuteurs sont cités par Alan M. Kent.